# Barlin
Barlin település Franciaországban, Pas-de-Calais megyében. Lakosainak száma 7330 fő (2022. január 1.). Barlin Houchin, Fresnicourt-le-Dolmen, Maisnil-lès-Ruitz, Nœux-les-Mines, Ruitz és Hersin-Coupigny községekkel határos.

## Népesség
A település népességének változása:
| Lakosok száma | 7619 | 7738 | 7767 | 7661 | 7603 | 7544 | 7456 | 7366 | 7330 |
|               | 2013 | 2015 | 2016 | 2017 | 2018 | 2019 | 2020 | 2021 | 2022 |